# Euphyia casta
Euphyia casta är en fjärilsart som beskrevs av Butler 1880. Euphyia casta ingår i släktet Euphyia och familjen mätare. Inga underarter finns listade i Catalogue of Life.